# Der Kunstsammler
Der Kunstsammler (Originaltitel: For Special Services) ist der zweite von John Edmund Gardner geschriebene James-Bond-Roman. Nach Ian Flemings Tod 1964 waren andere Autoren von der Ian Fleming Publications Limited beauftragt worden, die James-Bond-Romanreihe fortzuführen. Die Erstausgabe von For Special Services erschien 1982 bei dem Londoner Verlag Jonathan Cape. In Deutschland wurde der Roman zunächst unter dem Titel Moment mal, Mr. Bond veröffentlicht, 1984 als Hardcover im Marion von Schröder Verlag und 1986 als Taschenbuch bei Heyne. 2015 erschien er bei Cross Cult in einer neuen und ungekürzten Version unter dem Titel Der Kunstsammler.

## Inhalt
Bond tut sich mit der CIA-Agentin Cedar Leiter, der Tochter seines alten Freundes Felix Leiter, zusammen, um gegen einen gewissen Markus Bismaquer zu ermitteln, einen Eiscreme-Tycoon, der verdächtigt wird, die kriminelle Organisation SPECTRE wiederbelebt zu haben, von der angenommen wurde, dass sie Jahre zuvor nach dem Tod ihres Anführers Ernst Stavro Blofeld durch Bond aufgelöst wurde.
Der britische Geheimdienst erfährt, dass Bismaquer ein obsessiver Sammler seltener Drucke ist, und so besuchen Bond und Cedar die riesige Ranch des Mannes in Amarillo, Texas, und geben sich als Kunsthändler aus. Ihre wahre Identität wird bald enthüllt, aber erst, als Bond sich sowohl in einem von Bismaquer arrangierten improvisierten (und reparierten) Autorennen als auch im Bett von Bismaquers frustrierter Frau Nena behauptet. Nena, die nur eine Brust hat, gewinnt schnell Bonds Herz und seine Sympathie und Bond ist überzeugt, dass Bismaquer derjenige ist, der nun als der neue Blofeld bezeichnet wird.
Bond findet heraus, dass die wiederbelebte SPECTRE plant, die Kontrolle über das NORAD-Hauptquartier zu übernehmen, um die Kontrolle über Amerikas militärisches Weltraumsatellitennetzwerk zu erlangen. Das NORAD-Personal wird mit Speiseeis beliefert, das mit einem milden Betäubungsmittel verunreinigt ist, was die Verbraucher anfällig dafür macht, Bestellungen ohne Frage zu befolgen. Seine wahre Identität wird enthüllt, Bond wird gefangen genommen und einer Gehirnwäsche unterzogen, um zu glauben, er sei ein amerikanischer General. Bond wird angewiesen, NORAD zu inspizieren und von dem von Drogen betroffenen Militärpersonal Computerbänder zu beschaffen, die sich auf das Satellitensystem beziehen. Obwohl er darauf vorbereitet ist, bei dem anschließenden Angriff der SPECTRE-Truppen auf die Basis getötet zu werden, gewinnt Bond seine Persönlichkeit und sein Gedächtnis zurück. Anscheinend hat Bismaquer, der bisexuell ist, Gefallen an Bond gefunden und die Hypnose sabotiert.
Als Bond zu Bismaquers Ranch zurückkehrt, wird er Zeuge, wie Bismaquer von Nena getötet wird, die in Wirklichkeit der Kopf hinter der Operation und die Tochter von Blofeld ist, eine Tatsache, die sie Bond gesteht, kurz bevor sie in den erdrückenden Griff ihrer Pythons gerät. Später wird sie von Felix Leiter aus ihrem Elend erlöst, der am Tatort eintrifft, um bei der Rettung seiner Tochter zu helfen.

## Ausgaben (Auswahl)
- For Special Services. Jonathan Cape, London 1982, ISBN 0-224-02934-7.
- For Special Services. Coward, McCann & Geoghegan, New York 1982, ISBN 0-698-11163-X.
- Moment mal, M[iste]r Bond. Deutsch von Ilka Paradis. von Schröder, Düsseldorf 1984, ISBN 3-547-73020-1.
- Moment mal, Mr. Bond. Deutsch von Ilka Paradis. Heyne, München 1986, ISBN 3-453-02215-7.
- Der Kunstsammler. Ins Deutsche übertragen von Anika Klüver und Stephanie Pannen. Cross Cult, Ludwigsburg 2015, ISBN 978-3-86425-453-6.